# Spirit of Tasmania I
Lo Spirit of Tasmania I è un traghetto appartenente alla compagnia di navigazione australiana Transport of Tasmania.

## Servizio
Varato il 22 novembre 1997 nel cantiere navale Kvaerner Masa Yards Inc di Turku con il nome di Superfast IV e consegnato il 1° aprile 1988 alla Superfast Ferries, entra in servizio in coppia con il gemello Superfast III sulla Patrasso-Ancona il 10 aprile.
L'8 marzo 2002 viene venduto alla Transport of Tasmania, alla quale viene consegnato il 10 maggio.
L'11 maggio 2002 viene trasferito nel cantiere navale Neorion di Syros, dove viene ribattezzato Spirit of Tasmania I nel giugno successivo.
A luglio 2002 lascia Syros per Hobart, dove giunge per la prima volta il 29 luglio, partendo poi per Melbourne il 13 agosto seguente.
Il 1° settembre 2002 entra ufficialmente in servizio sulla Devonport-Port Melbourne.
Il 7 febbraio 2005, durante la navigazione tra Melbourne e Devonport, viene colpito da un'onda alta circa 20 m, che arreca danni alla sovrastruttura.

## Navi gemelle
- Spirit of Tasmania II